# Politik-, Engagement- und Bildungsstiftung
Die Politik-, Engagement- und Bildungsstiftung (PEBS) ist eine in Deutschland ansässige Nichtregierungsorganisation. Sie beschäftigt sich mit Förderung und der Durchführung von Bildungsprojekten im Bereich der Europäischen Union, dem geschichtlichen Bewusstsein zum Holocaust und der Demokratie. PEBS ist politisch neutral und unterhält keine Verbindungen zu politischen Parteien.

## Hintergrund
PEBS wurde 2020 aus einer Kombination mehrerer Jugendinitiativen in Form eines Dachverbands gegründet. Die zwei größten ursprünglichen Initiativen waren das Projekt „Veranstaltungstipps“, mit dem Ziel junge Engagierte miteinander zu vernetzen, sowie einer Mitgliederanzahl von 1250 und „Wir schaffen das!“ bei welchem Referenten im Schüleralter sich an deutschen Schulen gegen normalisierten Rassismus aussprachen. Die Organisation soll als Graswurzelbewegung Aktionen junger Menschen in einer Organisation bündeln und durch finanzielle Mittel und Expertise fördern.

## Projekte
Die Projekte von PEBS haben sich weiterentwickelt, um eine möglichst große Anzahl an Bildungsprojekten umzusetzen. Das Projekt „Wir schaffen das!“ wurde 2021 neu aufgesetzt und firmiert seit dem unter dem Namen „Europa als Antwort“. Weitere Projekte sind unter anderem die bundesweit stattfindende Veranstaltungsreihe „Demokratietage“, sowie Gedenkstättenfahrten für Schulklassen in das KZ Auschwitz-Birkenau und Studienfahrten zum Europäischen Parlament in Brüssel, Straßburg und Luxemburg.

## Auszeichnungen
- 2018 Hildegard-Hamm-Brücher-Preis für demokratisches Handeln für das Projekt "Wir schaffen das!"[2]
- 2018 Deutscher Engagementpreis, Kategorie Demokratie stärken für das Projekt „Wir schaffen das!“[3]